# Evermannichthys convictor
Evermannichthys convictor és una espècie de peix de la família dels gòbids i de l'ordre dels perciformes.

## Hàbitat
És un peix marí, de clima tropical i demersal.

## Distribució geogràfica
Es troba a l'Atlàntic occidental: les Bahames.

## Observacions
És inofensiu per als humans.